# 7361-es mellékút (Magyarország)
A 7361-es számú mellékút egy több mint húsz kilométer hosszú, négy számjegyű országos közút Zala vármegye és Vas vármegye határvidékén. Zala vármegye legészakabbi fekvésű részeit kapcsolja össze Vasvár térségével.

## Nyomvonala
Zalabér belterületének nyugati szélén ágazik ki a 7328-as útból, kicsivel annak 23. kilométere előtt. Észak felé indul, kevéssel 100 méter után keresztezi a MÁV 25-ös számú Bajánsenye–Zalaegerszeg–Ukk–Boba-vasútvonalát, majd északnyugati irányba fordul. 1,850-es kilométerszelvényénél elhagyja Zala vármegyét, itt Vas vármegye és egyben Bérbaltavár területére lép. A község déli szélét 3,5 kilométer után éri el, ott az Alsóhegy utca nevet veszi fel.
5. kilométerénél éri el a baltavári településrész központjának déli szélét, ott csatlakozik bele délnyugat felől a 7385-ös út, bő 9,5 kilométer megtétele után. Közvetlenül előtte elhalad Bendefy László 2016-ban felavatott emlékparkja mellett: a geológus és őslénykutató több, nagy jelentőségű ásatást vezetett Bérbaltaváron, ahol temérdek ősmaradványt tárt fel, világhírűvé téve az itteni lelőhelyeket. Ennek emlékét őrzi a kis park, benne egy kardfogú tigris közel életnagyságú szobrával. (Maga a szobor – Oláh Zoltán műve – amúgy 15 évvel régebbi az emlékparknál: 2001 óta fogadja a Zalabér felől ide érkezőket.)
Innen az út a Rákóczi Ferenc utca nevet veszi fel, és nagyjából északi irányban húzódik, a község északi részéig. Ott, kevéssel az 5,800-as kilométerszelvénye előtt egy csomópontba ér: észak-északkelet felé a 7384-es út indul innen Mikosszéplak irányába, nyugat felé egy számozatlan, önkormányzati út ágazik ki, Hegyhátkisbér felé – ami 1935-ig önálló község volt, azóta része Bérbaltavárnak –, a 7361-es út pedig északnyugat felé folytatódik. Kicsivel ezután kilép a település házai közül, 7,6 kilométer megtétele után pedig el is hagyja a községet.
Innen Csehi területére ér, és 8. kilométerénél, a község legdélebbi házait elérve egy elágazást ér el. Észak-északnyugati irányba innen a 7382-es út indul – ez vezet végig a település központján, majd halad tovább Csehimindszent felé –, a 7361-es pedig nyugat felé folytatódik. 8,5 kilométer után egy jó másfél kilométeres szakaszon Csehi és Bérbaltavár határvonalát követi, utána ismét teljesen Csehi területén húzódik, de lakott területeket nem érintve.
11,8 kilométer után lép Oszkó területére, közben nyugati irányba fordulva; a falu legkeletibb házait 14,5 kilométer után éri el. Ott a Petőfi utca nevet veszi fel, majd a 14,700-as kilométerszelvényénél egy kereszteződéshez ér. Dél felől a 7383-as út torkollik bele, bő 7 kilométer megtétele után, Pácsony és Alsóoszkó településrész felől, míg Felsőoszkó felé, északi irányba egy számozatlan önkormányzati út indul. A 7361-es út ezután szinte egyből ki is lép az észak-déli irányban elnyúló község házai közül. 16. kilométerénél még kiágazik egy jelöletlen mellékút északi irányba: ez az egykori, a Szombathely–Nagykanizsa-vasútvonal nyomvonal-korrekciója miatt megszüntetett, közigazgatásilag már Alsóújlak területéhez tartozó Oszkó vasútállomás és a mellette kialakult kis falurész felé vezet; a 16,550 kilométerszelvényénél pedig keresztezi a vasutat.
18. kilométerénél elhalad Oszkó, Pácsony és Vasvár hármashatára mellett, de Pácsonyt ennél jobban nem érinti, innentől vasvári területen halad. 19. kilométerénél éri el a város házait, a neve itt Petőfi Sándor utca. Legutolsó, pár száz méteres szakaszán délnyugatnak fordul, így ér véget, belecsatlakozva a 74-es főútba, annak 73,800-as kilométerszelvényénél.
Teljes hossza, az országos közutak térképes nyilvántartását szolgáló kira.gov.hu adatbázisa szerint 20,515 kilométer.

## Települések az út mentén
- (Zalabér)
- Bérbaltavár
- Csehi
- Oszkó
- (Pácsony)
- Vasvár